# Маркова стъпка (Кралев дол)
Скалното светилище Маркова стъпка се намира на 400 m. от центъра на с.Кралев дол, (Област Перник) в м. Средни дол на западните склонове на планината Витоша.

## Описание и особености
Естествената карстова скала в м. Средни дол е маркирана с ритуални издълбавания е обработена от човешка ръка в древността и превърната в мегалитен жертвеник. Жертвеникът е разположен в близост до река, в позиция „долу“, което според учените е белег за хточничен култ. Вкопаването наречено „Кралимаркова стъпка“ е ясно изразено, наподобяващо формата на човешка стъпка. (Обектът се намира непосредствено след гробището на селото в началото на дол над чешма с два чучура.)
Цялата скала е с диаметър 2,20 m, дължината на „стъпката“ е 0,32 m, ширината 0,12 m, а дълбочината 0,28 m. При т.нар. „пръсти“ на стъпката се наблюдава своеобразен отвод, а около него по повърхността на скалата личат различни по форма и големина вкопавания. Макар и доста фрагментирани и ерозирали се наблюдават и стъпала издълбани в скалата, които са водели към своеобразния връх, където е жертвеникът. Стъпалата без съмнение са маркирали свещен път. Под самата скала се намира още една по-малка по размер, където също се наблюдават вкопавания, които са обслужвали култа.
По спомени на местните жители на отсрещния скалист хълм, наричан „Градището“, са се намирали стъпките от кучето и предните крака на коня на Крали Марко, което предполага сакрализация свързана със соларния култ у древните траки, като този жертвеник има паралел при идентичното мегалитно съоръжение „Маркова трапеза“ край с.Чокоба, в м. Остър камък и едно от светилищата на територията на ИАР Соборяново – т.нар. „Стъпки на Демир баба“ при Камен рид.
Срещу скалата „Маркова стъпка“ се наблюдават няколко скални ниши, като в семантичен аспект етнолозите интерпретират тези съоръжения като своеобразна връзка между земния и отвъдния свят у религиозните вярвания на древните траки. Във фолклорните легенди тези ниши се споменават като дом на Крали Марко. При теренно проучване през 2010 г. са открити множество керамични фрагменти датирани от предримската епоха (I хил. пр. Хр.) и късната Античност (IV – V век сл. Хр.)
Източно от м. „Гредището“ е разположен друг скален комплекс, който предполага научен интерес, където се намира т.нар. „Шилява скала“ и една скална арка, а под „шилявата скала“ в началото на 2000 г. е откъртен скален отломък от хълма наричана „падналата скала“, върху която се наблюдава вкопан улей.